# Roméo et Juliette (film, 1954)
Pour l’article homonyme, voir Roméo et Juliette (homonymie).
Pour plus de détails, voir Fiche technique et Distribution.
Roméo et Juliette (Romeo and Juliet) est un film italo-britannique réalisé par Renato Castellani, sorti en 1954.

## Synopsis
Les Montaigu et les Capulet sont deux familles nobles de l’Italie de la Renaissance, qui se haïssent depuis toujours. Un jour le fils et la fille de ces deux familles tombent désespérément amoureux et se marient secrètement.

## Fiche technique
- Titre : Roméo et Juliette
- Titre original : Romeo and Juliet ou Giulietta e Romeo en italien
- Réalisation : Renato Castellani
- Scénario : Renato Castellani d'après William Shakespeare
- Production : Sandro Ghenzi, Joseph Janni et Earl St. John
- Société de production : Universalcine et The Rank Organisation
- Société de distribution : United Artists (Royaume-Uni/USA)
- Musique : Roman Vlad
- Photographie : Robert Krasker
- Montage : Sidney Hayers
- Décors : Giorgio Venzi
- Costumes : Leonor Fini
- Pays d'origine :  Italie,  Royaume-Uni
- Langues originales : Anglais, Italien
- Format : Couleur (Technicolor) — 35 mm — 1,37:1 — Son : Mono
- Genre : Film dramatique, Film romantique
- Durée : 138 minutes
- Date de sortie : 
  -  1er septembre 1954
  -  25 novembre 1954
  -  26 novembre 1955

## Distribution

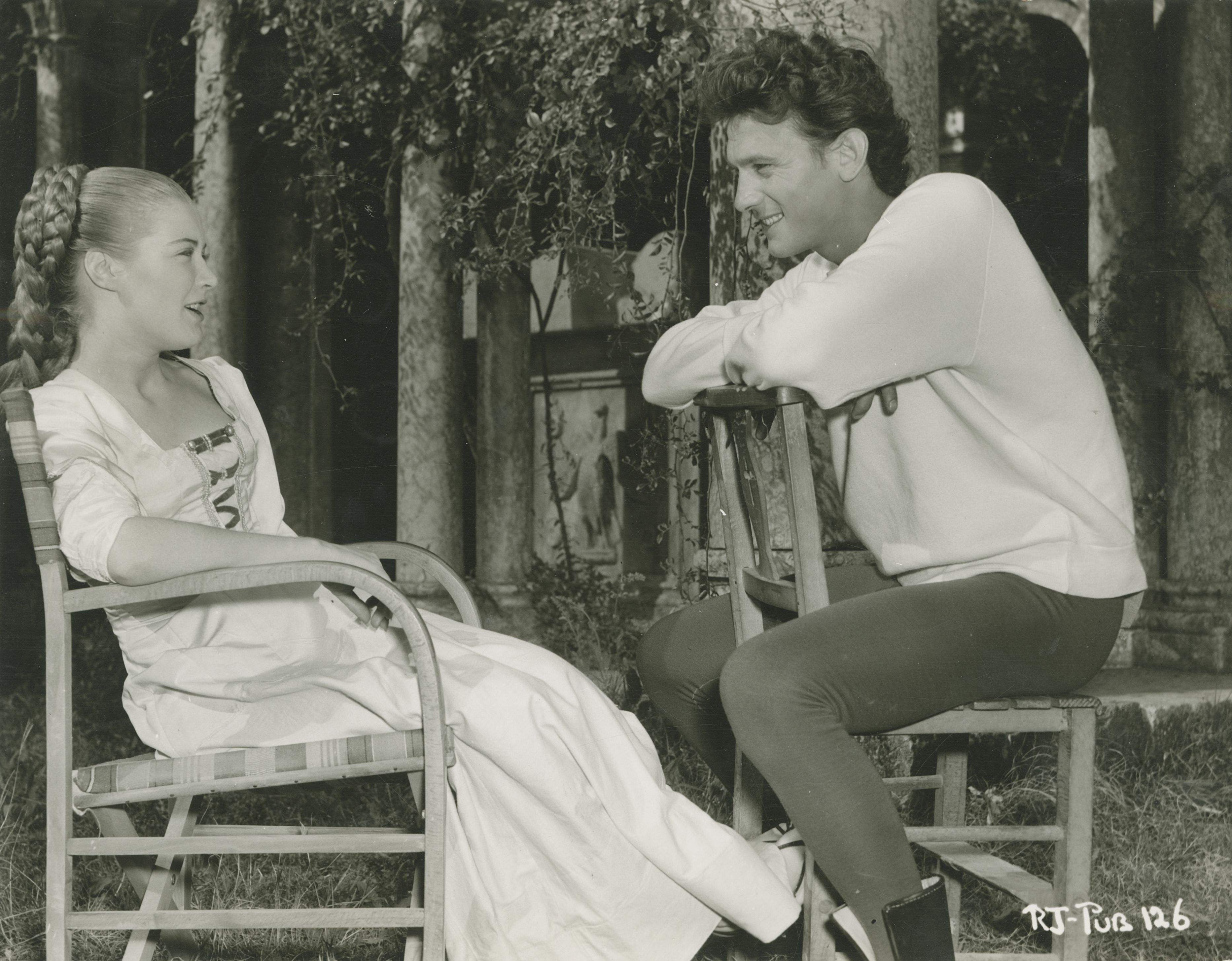
Susan Shentall et Laurence Harvey pendant une pause dans le tournage

- Laurence Harvey  (VF : Jean-Louis Jemma) : Roméo Montaigu
- Susan Shentall : Juliette Capulet
- Flora Robson  (VF : Germaine Kerjean) : La nourrice
- Norman Wooland  (VF : Yves Furet) : Paris
- Mervyn Johns  (VF : Camille Guerini) : Frere Laurent
- Bill Travers  (VF : Andre Falcon) : Benvolio
- Sebastian Cabot  (VF : Albert Medina) : Capulet
- Ubaldo Zollo  (VF : Rene Beriard) : Mercutio
- Enzo Fiermonte  (VF : Rene Arrieu) : Tybalt (vf: Tybere)
- Thomas Nicholls  (VF : Pierre Asso) : frère Jean
- Mario Meniconi : Baldassare,serviteur de Romeo
- Luciano Bodi : Abraham, serviteur des Montaigu
- Giovanni Rota : le prince de Verone
- Lydia Sherwood  (VF : Helene Tossy) : lady Capulet
- Giulio Garbinetto : Montaigu
- John Gielgud : Chorus
- avec les voix de : Raymond Loyer (un montaigu),Pierre Asso (un capulet)

## Tournage
Vérone
- Piazza del Duomo – piazza di Verona, façade de la Cathédrale Santa Maria Matricolare de Vérone.
- Basilique San Zeno (intérieur et cloître).
- Chiesa di San Bernardino (cloître du monastère).

Venise
- Palais Soranzo Van Axel (cour intérieure et portes).
- Ca' d'Oro (cour intérieure, balcon de Juliette). La partie couverte de la cour supportée par des colonnes, fut aménagée avec des décors pour représenter la salle du bal.
- Palais des Doges (cour intérieure).
- Convento di San Francesco del Deserto (les deux cloîtres).

Sienne
- Piazza del Duomo – piazza di Siena
- Piazza San Giovanni
- Palazzo Chigi-Saracini, 118 via di Città (façade).

Montagnana
- Mur d'enceinte.
- Rocca degli Alberi, via Giacomo Matteotti (porte d'entrée).
- Castel San Zeno (porte d'entrée, via Carrarese).

San Quirico d'Orcia
- Chiesa di Santa Maria Assunta, via Dante Alighieri (campanile).
- Collégiale de San Quirico d'Orcia (façade et côté).

Sommacampagna
- Pieve di Sant'Andrea (intérieur)

## Récompenses et distinctions

### Récompenses
- Lion d'or à la Mostra de Venise
- British Society of Cinematographers : meilleure photographie (Robert Krasker)
- National Board of Review : meilleur film étranger et meilleur réalisateur (Renato Castellani)

### Nominations
- BAFTA Awards : meilleur film britannique, meilleur film de toutes sources et meilleur scénario britannique (Renato Castellani)